# 弾道研究所
弾道研究所（だんどうけんきゅうしょ、BRL: Ballistic Research Laboratory）は、アメリカ合衆国メリーランド州のアバディーン性能試験場にあったアメリカ陸軍による弾道学（砲内弾道学、砲外弾道学、終末弾道学）の研究と砲弾の破壊力・殺傷力の分析の中心地である。
1992年にBRLの任務、人員、施設は新しく創設されたアメリカ陸軍研究所に引き継がれ、BRLは廃止された。

## 歴史
1935年にアバディーン性能試験場に研究部門が設けられ、1938年に弾道研究所となった。1955年にアメリカ陸軍武器科によって発行されたパンフレットによれば、BRLは、武器省（武器科）によって、発射体の動きの研究である弾道学が兵器の設計と開発のための合理的な基礎を提供すること認識して設立されたものである。元々の名称は複数形の"Laboratories"で、これは弾道学の分野ごとに下位の研究所が分かれて存在していたことを反映したものだが、後に単一の研究所に統合され、名称も単数形の"Laboratory"になった。

### 技術顧問
長年にわたって、特に第二次世界大戦中には、BRLの終身技術スタッフは、様々な能力を持つ多くの著名な科学者や技術者によって増強されてきた。その中には天文学者エドウィン・P・ハッブルがいる。彼は、BRLの砲外弾道学部門の長を務め、戦争中には多くの砲外弾道学の研究を指示し、爆弾や発射体の有効射撃力を高めた。 彼の仕事は、砲外弾道学で使用される計装の装備品の個人的な開発によって促進された。最も優れた開発は高速時計カメラであり、これにより飛行中の爆弾と低速発射体の特性の研究が可能になった。彼の研究の結果は、爆弾やロケットの設計、性能、軍事的な有効性を大幅に改善したとして称賛されている。他に、1940年に設立された科学諮問委員会(SAC)の以下のメンバーが含まれていた。
| ヒュー・ドライデン                           | 初代NASA長官                                                       |
| ジョゼフ・エドワード・メイヤー（英語版）     | 化学者、後のアメリカ物理学会会長                                   |
| クラーク・ブランチャード・ミリカン（英語版） | カリフォルニア工科大学航空学教授、全米技術アカデミーの創立メンバー |
| イジドール・イザーク・ラービ                 | ノーベル物理学賞受賞者、核磁気共鳴の発見者                         |
| ジョン・フォン・ノイマン                     | 数学者、物理学者、コンピューティングの創始者                       |
他の技術顧問には、天文学者のドリット・ホフレイト、化学者のジョン・G・カークウッド（アーヴィング・ラングミュア賞受賞）、ジョージ・キスチャコフスキー（アメリカ功労章、自由勲章、アメリカ国家科学賞、プリーストリー賞受賞）、フランクリン・A・ロング、計算機科学者のハーマン・ゴールドスタイン（アメリカ国家科学賞受賞者）、数学者のジョージ・キャリアー（アメリカ国家科学賞受賞者）、リヒャルト・クーラント、機械工学者のハワード・ウィルソン・エモンズ、物理学者のウォーカー・ブリークニー（質量分析法の先駆者）、ジョゼフ・O・ハーシュフェルダー（アメリカ国家科学賞受賞者）、ノーマン・ラムゼー（ノーベル物理学賞受賞者）、ロバート・G・サックス（アルゴンヌ国立研究所の創設者・所長）、ルウェリン・トーマス（IBMトーマス・J・ワトソン研究所の最初のフェロー）らがいる。

## コンピュータ

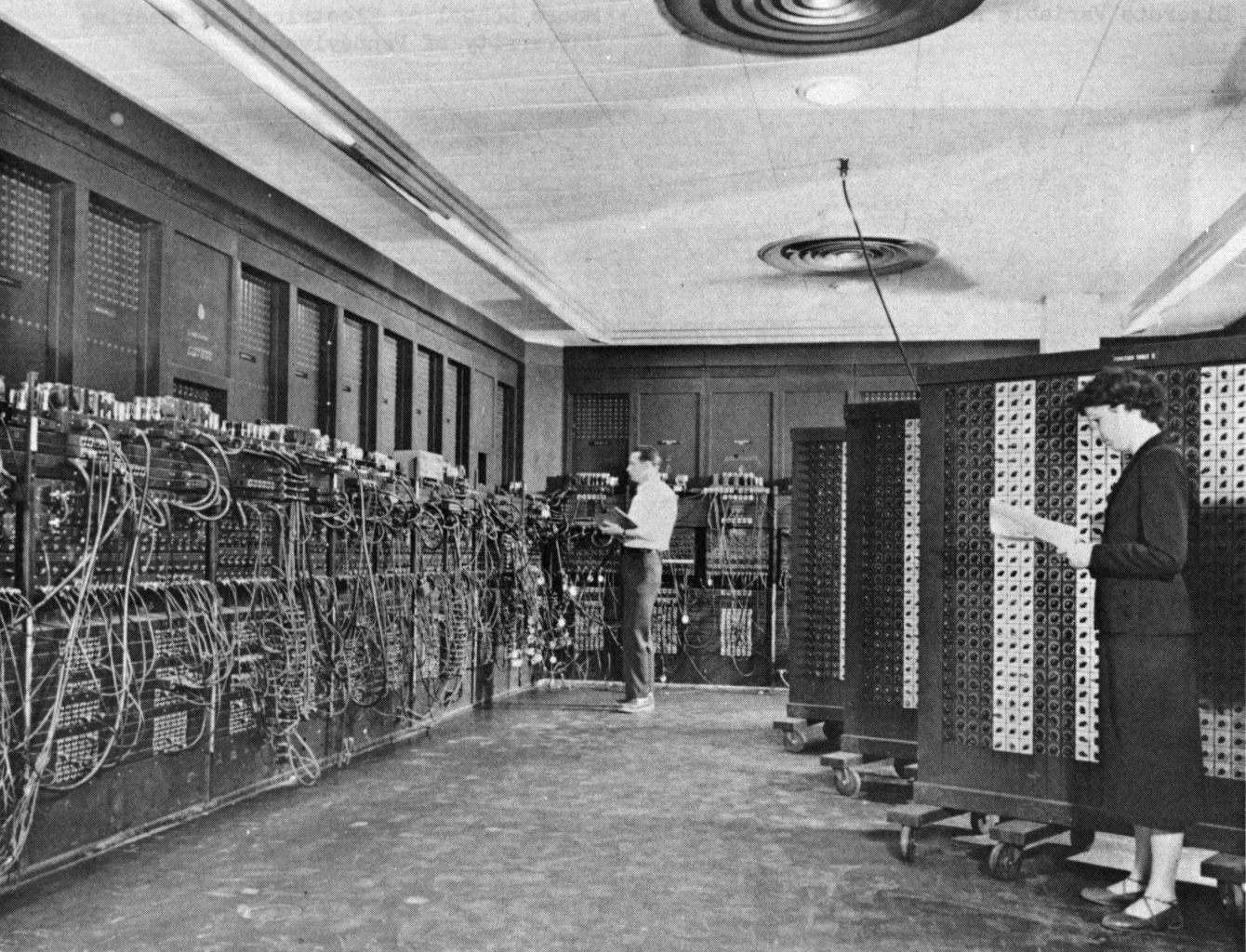
ペンシルベニア州フィラデルフィアのBRLビル328でENIACをプログラミングしているベティ・ホルバートン（右手前）（1940-1950年代）

BRLは、コンピュータ開発の歴史において重要な役割を果たした。
- 大砲や迫撃砲のための射表の作成を支援するために、ENIAC（世界初の汎用電子デジタルコンピュータとして広く認められている）の開発を後援した。
- EDVAC、ORDVAC、BRLESC（英語版）[注釈 1]といったいくつかの世代のコンピュータを開発・構築した。
- 現在はオープンソースになっているソリッドモデリングシステムのBRL-CAD（英語版）を開発した。
- pingユーティリティは、1983年12月にBRLのマイク・ムースが、ネットワークのトラブルシューティングのために作成した[6][7]。

弾道計算のためベティ・ホルバートンなど多くの女性を計算手を雇用しており、ENIACの完成後にはプログラマに起用された。